# Zurab Awaliszwili
Zurab Awaliszwili, gruz. ზურაბ ავალიშვილი, (ur. w 1876 w Tyflisie, zm. 21 maja 1944 w Monachium) – gruziński prawnik i działacz polityczny, zastępca ministra spraw zagranicznych w latach 1918–1921, emigracyjny działacz narodowy i publicysta, członek Północnokaukaskiego Komitetu Narodowego podczas II wojny światowej.

## Życiorys
Pochodził z rodu książęcego. W 1900 r. ukończył studia prawnicze na uniwersytecie w Sankt Petersburgu, zaś w 1903 r. na uniwersytecie w Paryżu. Od 1904 r. wykładał na wydziale prawa uniwersytetu w Sankt Petersburgu jako docent. W 1907 r. został profesorem prawa na politechnice w Sankt Petersburgu. Jednocześnie pełnił funkcję oficjalnego doradcy ministra handlu i gospodarki rządu rosyjskiego. Po rewolucji lutowej 1917 r. został w maju tego roku wybrany senatorem przez Rząd Tymczasowy w Gruzji. Kiedy proklamowano niepodległość państwa gruzińskiego 26 maja 1918 r., został zastępcą ministra spraw zagranicznych. Uczestniczył w delegacji gruzińskiej do Berlina. W 1919 r. był członkiem delegacji na konferencję wersalską. Po zaatakowaniu Gruzji przez wojska bolszewickie w marcu 1921 r., udał się na emigrację. Zamieszkał w Monachium, gdzie pracował jako profesor miejscowego uniwersytetu. Współzakładał Stowarzyszenie Gruzińskie w Niemczech. Publikował artykuły w pismach "Georgica", wychodzącym w Londynie i "Byzantion" w Brukseli, a także "Кавказ". Wchodził w skład grupy "Kaukaz", gromadzącej działaczy reprezentujących różne kraje kaukaskie. Stał się bliskim współpracownikiem nieformalnego przywódcy grupy Haidara Bammata. Był też autorem wielu książek dotyczących historii Gruzji i całego Kaukazu, gruzińskiej literatury, prawa międzynarodowego i stosunków Gruzji z innymi państwami. Jedną z jego głównych publikacji była praca pt. "The Independence of Georgia in International Politics, 1918-1921", w której została doskonale udokumentowana polityka zagraniczna władz gruzińskich w okresie istnienia Demokratycznej Republiki Gruzji. Wiosną 1942 r. brał udział w Berlinie w specjalnej konferencji działaczy kaukaskich, na której dyskutowano sprawę stosunku władz III Rzeszy co do przyszłości Kaukazu. Latem tego roku został członkiem Północnokaukaskiego Komitetu Narodowego, ale pod koniec 1943 r. odszedł z niego z powodu niejasnego stosunku Niemców do niezawisłości Gruzji.
W 1994 r. jego szczątki zostały przeniesione do Gruzji i umieszczone w Panteonie Didubijskim w Tbilisi.

## Twórczość
- Joining of Georgia to Russia, St.Petersburg 1901, 1906
- The Independence of Georgia in the International Politics of 1918–1921, Tbilisi 1925
- Questions of "The Knight in the Panther's Skin", Paris 1931
- King Teimuraz I and his work "Martyrdom of Queen Ketevan, Paryż 1938
- Geschichte Georgiens, Monachium 1944